# Centener
El centener era l'ajudant en les funcions judicials del veguer (o vescomte quan se li afegia alguna altra tasca), al seu torn ajudant del comte. Cada comtat estava dividit en vegueries i aquestes es dividien en centúries amb els centeners en la mateixa situació: exercien justícia a la centúria però no domini (si bé podien tenir terres dins la centúria o la vegueria sobre les que tenien domini efectiu, en feu del comte o un altre senyor, i aquestos dominis van esdevenir a vegades senyorius). Per sota dels centeners els consellers exercien justícia en divisions menors. El centeners no sols exercien justícia en un territori més petit que el veguer sinó que era per afers menys importants (els grans afers civils o criminals el jutjava el comte, els afers criminals i alguns civils el veguer o el vescomte ajudats com assessors pels centeners, i els afers secundaris els centeners; els consellers s'ocupaven dels petits conflictes personals a les poblacions) 
Els centeners havien de conèixer les lleis del país. Jutjaven sense assessors. Se'ls anomenava nobile viris (homes nobles) i tenien precedència sobre els consellers.